# Piscina mirabilis

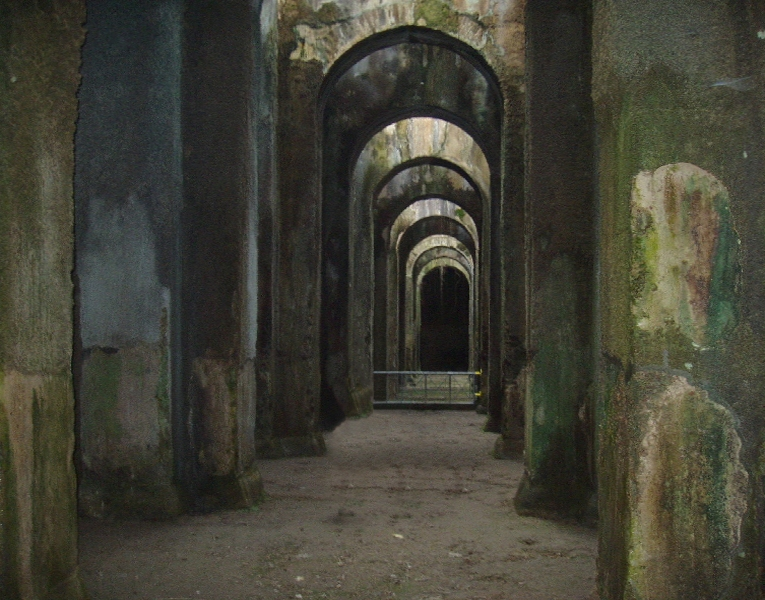

Piscina mirabilis je podzemní nádrž na vodu z doby starověkého Říma, která se nachází v Bacoli nedaleko Neapole. Má objem 12 600 m³ a zásobovala pitnou vodou válečnou flotilu v přístavu Misenum. Označení Piscina mirabilis (zázračná cisterna) jí dal Francesco Petrarca.
Cisterna byla vykopána v tufu za vlády císaře Augusta a k její stavbě byla použita technika opus reticulatum. Je největší antickou stavbou svého druhu: měří 15 metrů na výšku, 72 metrů na šířku a 25 metrů na šířku. Klenbu nese 48 sloupů. Vodu z pramene Serino do ní přiváděl akvadukt Aqua Augusta.
Piscina mirabilis je součástí turistického komplexu Parco Archeologico dei Campi Flegrei řízeného italským ministerstvem kultury a ročně ji navštíví okolo deseti tisíc osob. Je zde možno pozorovat Tyndallův jev.